# Puiseux-en-France
Puiseux-en-France ist eine französische Gemeinde mit 3755 Einwohnern (Stand: 1. Januar 2022) im Département Val-d’Oise in der Region Île-de-France; sie gehört zum Arrondissement Sarcelles und zum Kanton Fosses. Die Einwohner werden Puiséen(ne)s genannt.

## Geographie
Puiseux-en-France liegt in der Plaine de France etwa 30 km nordnordöstlich von Paris. 
Umgeben wird Puiseux-en-France von den Nachbargemeinden Marly-la-Ville im Norden und Nordosten, Louvres im Süden und Südosten, Fontenay-en-Parisis im Südwesten, Châtenay-en-France im Westen und Bellefontaine im Nordwesten.

## Geschichte
Die Herren von Puiseux waren Tempelritter. 1318 wurde der Gutshof der Templer zu einem Haus des Johanniterordens.
| Bevölkerungsentwicklung | Bevölkerungsentwicklung | Bevölkerungsentwicklung | Bevölkerungsentwicklung | Bevölkerungsentwicklung | Bevölkerungsentwicklung | Bevölkerungsentwicklung | Bevölkerungsentwicklung | Bevölkerungsentwicklung |
| ----------------------- | ----------------------- | ----------------------- | ----------------------- | ----------------------- | ----------------------- | ----------------------- | ----------------------- | ----------------------- |
| Jahr                    | 1962                    | 1968                    | 1975                    | 1982                    | 1990                    | 1999                    | 2006                    | 2011                    |
| Einwohner               | 921                     | 1020                    | 2966                    | 3098                    | 3121                    | 2929                    | 3414                    | 3277                    |

## Sehenswürdigkeiten

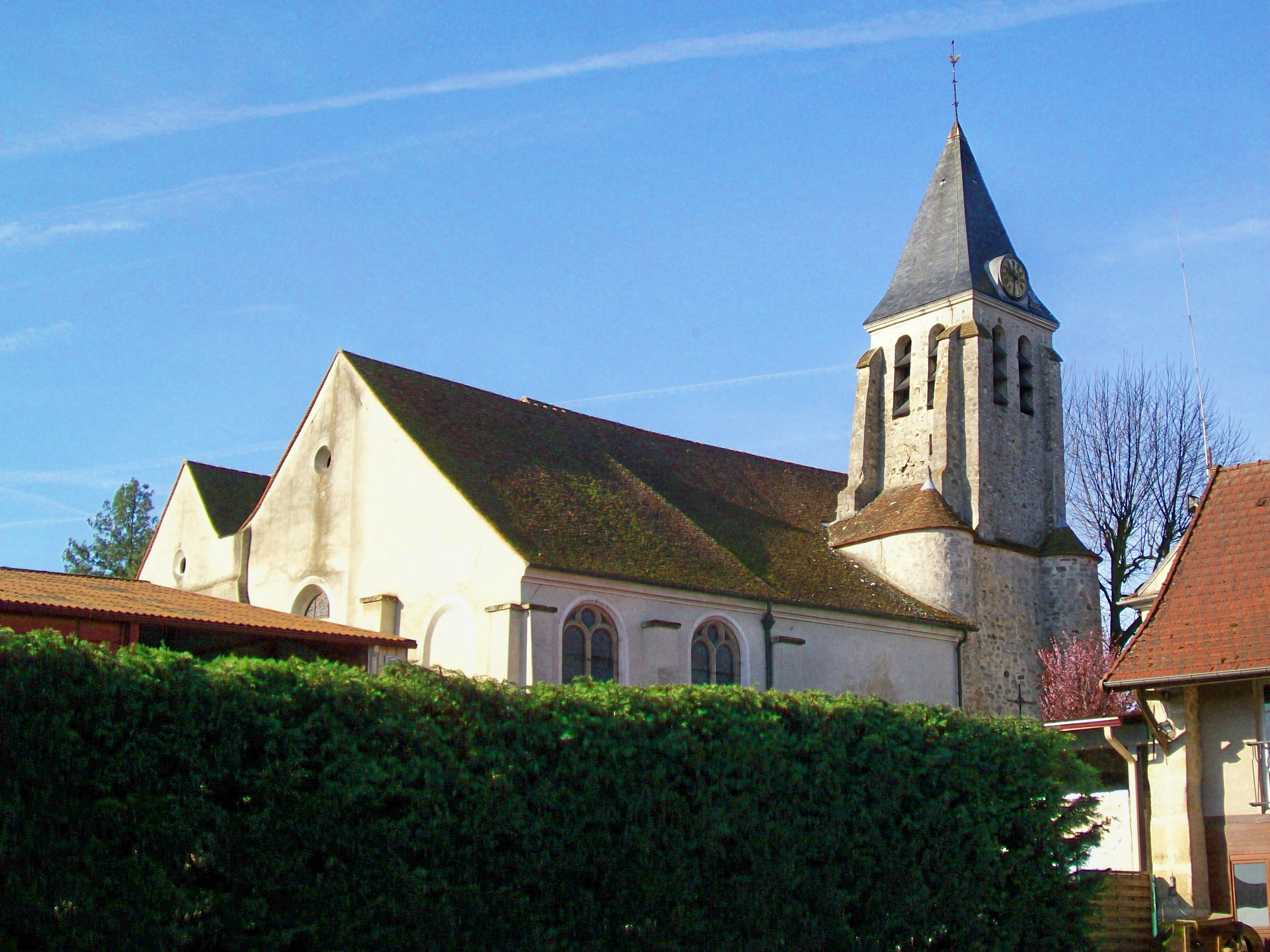
Kirche Sainte-Geneviève

Siehe auch: Liste der Monuments historiques in Puiseux-en-France
- Kirche Sainte-Geneviève, seit 1976 Monument historique
- Gutshof der Templer
- Domäne mit Columbarium
- Brunnen Sainte-Geneviève

## Gemeindepartnerschaften
- Mit der deutschen Gemeinde Grafenberg in Baden-Württemberg besteht seit 1982 eine Partnerschaft.